# Клещин
Клещин (пол. Kleszczyn) — село в Польщі, у гміні Бжузе Рипінського повіту Куявсько-Поморського воєводства.
Населення — 219 осіб (2011).
У 1975-1998 роках село належало до Влоцлавського воєводства.

## Демографія
Демографічна структура станом на 31 березня 2011 року:
|          | Загалом | Допрацездатний вік | Працездатний вік | Постпрацездатний вік |
| -------- | ------- | ------------------ | ---------------- | -------------------- |
| Чоловіки | 111     | 27                 | 73               | 11                   |
| Жінки    | 108     | 21                 | 63               | 24                   |
| Разом    | 219     | 48                 | 136              | 35                   |